# 삼성초등학교 (안양시)
삼성초등학교는 대한민국 경기도 안양시 만안구에 있는 공립 초등학교이다.

## 학교 연혁
- 1946년 9월 1일 안양공립국민학교 삼성분교 인가
- 1949년 3월 1일 안양국민학교 삼성분교로 전환
- 1954년 4월 1일 삼성국민학교 승격 개교
- 1955년 3월 1일 제1회 졸업식
- 1971년 8월 25일 수영장 개장
- 1981년 3월 1일 병설유치원 개원(1학급 편성)
- 1988년 12월 24일 28개 교실 증축(74개 교실)
- 1989년 8월 24일 본관4층 9개 교실 증축(83개 교실)
- 1996년 3월 1일 삼성초등학교로 교명 변경
- 1998년 1월 20일 학교 급식실 준공
- 2005년 11월 20일 삼성관 준공
- 2008년 11월 12일 경기도교육청지정 자율 장학모델학교 운영 보고회
- 2009년 11월 20일 환경개선사업 완료(진입로 포장공사, 실내외 리모델링 등)
- 2010년 9월 1일 제21대 이홍양 교장선생님 부임
- 2010년 12월 1일 수영장 리모델링 후 개관
- 2012년 3월 1일 삼성초등학교 병설유치원(3학급 편성)
- 2012년 3월 1일 경인교대 교생 실습지정 운영(1/5년차)
- 2013년 2월 15일 제59회 졸업식(245명, 누계 18,690명)
- 2013년 3월 1일 44학급 편성(특수학급 1학급, 1273명), 유치원 3학급 편성
- 2013년 3월 1일 경인교대 교생 실습지정 운영(2/5년차)
- 2013년 3월 1일 안양 희망창조학교 지정
- 2014년 2월 14일 제60회 졸업식(202명, 누계 18,892명)
- 2015년 2월 13일 제61회 졸업식(191명, 누계 19,083명)
- 2015년 3월 1일 43학급 편성(특수학급 1학급, 1273명), 유치원 3학급 편성
- 2015년 3월 1일 경인교대 교생 실습지정 운영(4/5년차)
- 2015년 3월 1일 안양희망창조학교(혁신공감학교) 제3차 지정(2013학년도 1차 지정)
- 2024년 9월 1일 김진숙 교장선생님 부임

## 참고 자료
- 삼성초등학교 - 한국교육학술정보원 학교알리미